# Doubleday
Doubleday es una editorial fundada como Doubleday & McClure Company en 1897. En 1947 fue la publicadora más grande de los Estados Unidos. Uno de sus primeros best-sellers fue The Day's Work de Rudyard Kipling. Otros autores célebres publicados por la compañía fueron W. Somerset Maugham y Joseph Conrad. Theodore Roosevelt, Jr. sirvió como vicepresidente de la editorial.

## Presidentes
- Frank Doubleday, fundador, 1897-1922
- Nelson Doubleday, 1922-1946
- Douglas Black, 1946-1963
- John Turner Sargent, Sr., 1963-1978
- Nelson Doubleday, Jr., 1978-1983
- James R. McLaughlin, 1983-1986